# Нижняя Посавска
Нижнепосавский регион (словен. Spodnjeposavska regija) — статистический регион, расположенный в юго-восточной Словении. Крупнейшим городом является Кршко. Нижняя Посавска почти полностью совпадает с территорией Нижней долины реки Савы. По площади регион — предпоследний в Словении, однако он обладает развитой транспортной системой. Общая площадь Нижней Посавски составляет 885 км². Население — 70 192 человек (2010). Словенская АЭС Кршко располагается в этом регионе.

## Административное деление
В статистический регион входят 4 общины:
| № | ISO 3166-2 code | Община (русск.)      | Община (словен.)            | Население, чел. (2010) | Площадь, км² |
| - | --------------- | -------------------- | --------------------------- | ---------------------- | ------------ |
| 1 | SI-009          | Брежице              | Občina Brežice              | 24 302                 | 268          |
| 2 | SI-197          | Костаньевица-на-Крки | Občina Kostanjevica na Krki | 2421                   | 58           |
| 3 | SI-054          | Кршко                | Občina Krško                | 25 838                 | 287          |
| 4 | SI-110          | Севница              | Občina Sevnica              | 17 631                 | 272          |
|   |                 | Всего                |                             | 70 192                 | 885          |

## Экономика
Структура занятости: 45,8 % сфера услуг, 42,8 % промышленность, 11,4 % сельское хозяйство.

### Туризм
Средняя Словения привлекает 5,9 % от общего числа туристов в Словении, большинство из них сами словенцы (63,9 %).

### Транспорт
Длина автомагистралей: —
Протяжённость других дорог: 1107 км